# Zichem

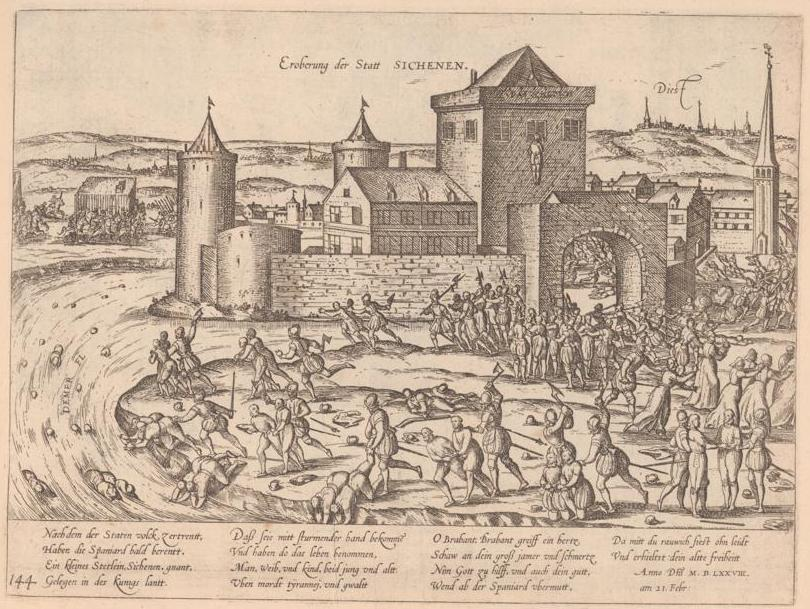
Le massacre des défenseurs, gravure de F. Hogenberg, c. 1583

Zichem est une section de la ville belge de Montaigu-Zichem (située en Région flamande, dans la province du Brabant flamand). C'était une commune à part entière avant la fusion des communes de 1977.

## Évolution démographique
- Sources : INS, Rem. : 1831 jusqu'en 1970 = recensements, 1976 = nombre d'habitants au 31 décembre.
- 1930: Scission d'Averbode en 1928

## Histoire
Zichem appartenait à Marie de Looz-Heinsberg, qui descendait des comtes de Looz. Après son mariage en 1440 avec Jean IV de Nassau-Dillenbourg, Zichem est devenue une partie du comté de Nassau-Dillenburg.
En 1578, pendant la guerre de Quatre-Vingts Ans, la ville est capturée par les Espagnols qui doivent donner l'assaut à une petite garnison qui s'obstine à la défendre malgré une infériorité numérique flagrante. Les défenseurs sont ensuite passés au fil de l'épée ou noyés « pour avoir soutenu l'attaque avec plus de témérité que de courage et avoir osé braver la force où il ne falloit qu'implorer la clémence du vainqueur ». Après ce massacre, les villes du Brabant proches, notamment Diest, Aarschot et Tirlemont, se soumettent aux troupes espagnoles.